# اسب‌هایم زمین را شخم می‌زنند هنوز؟
«اسب‌هایم زمین را شخم می‌زنند هنوز؟» (انگلیسی: Is My Team Ploughing) شعری از آلفرد ادوارد هاوسمن است که به‌عنوان شعر شماره ۲۷ در مجموعه پسربچه‌ای از شروپشایر (۱۸۹۶) به چاپ رسید. این شعر گفتگویی است بین یک مرد مرده و دوست زنده‌اش. در اواخر شعر تلویحاً گفته می‌شود که آن دوست اکنون با دختری است که بعد از مرگ راوی به‌جا مانده است.